# キース (小惑星)
キース (1788 Kiess) は、小惑星帯にある小惑星。インディアナ小惑星計画によってゲーテ・リンク天文台で発見された。
リック天文台で働いたアメリカ合衆国の天文学者でC/1911 N1、キース彗星を発見したカール・キース（Carl Clarence Kiess、1887年 – 1967年）に因んで、名付けられた。